# Körfältet
Körfältet är en stadsdel i Östersund som byggdes 1968–1973. Den ligger omkring tre kilometer öster om stadskärnan. Hela området har omkring 2 500–3 000 invånare, av dem bor omkring två tredjedelar i bostadsrätter. 
Stadsdelen beskrevs som Jämtlands första genuina förort vid sin invigning 1973, som en del i miljonprogrammet, och blev inte långt därefter ett hett debattämne som varade i flera decennier. Den ansågs vara en smältdegel av samhällets socialt utsatta grupper, bland annat missbrukare. Orsaken till detta var till stor del Körfältets centrum, Reveljen, som innefattade ett innetorg med matbutik, ungdomsgård och post m.m. Reveljen lockade både ungdomar och missbrukare till sig. Det förekom omfattande skadegörelse, klotter och missbruk. Där blev en kvarterspolis stationerad i samma byggnad. Polisposten fanns kvar till mitten av 90-talet, samtidigt som hela stadsdelen tycktes lugna ner sig. Idag bor flest äldre i området som tillhör den första generationen Körfältare.
Körfältet består av 76 trevåningshus, samt ett sjuvåningars servicehus i koppling till Reveljen. De är byggda av tegel och följer samma arkitektur som de övriga större bostadsområdena som ingick i miljonprogrammet runt om i staden, som i Lugnvik, Valhall och Odensala.  
Körfältet delas upp i två delar, då den nedre delen är hyresrätter och den övre delen är bostadsrätter. Mellan dessa finns ett stort grönområde med fotbolls-, basket- och tennisplan, samt en nybyggd boulebana för de äldre. I början fanns här även en skateboardramp, som ofta användes då Sverige befann sig i en skateboard-explosion. 
Satsningar på området har skett de senaste åren då somliga ansett det vara otryggt under nattetid. Bland annat har skolorna i området utsatts för en mängd skadegörelse och bilbränder har anlagts i området. Detta har bland annat lett till att polisen ökat sin närvaro på Körfältet, samt att kommunen har installerat övervakningsutrustning vid skolorna. 
Samtliga gatunamn på Körfältet är relaterat till militära termer eftersom Körfältet är ett gammalt militärt övningsområde. Gatunamnen är Hovslagargränd, Krutvaktargränd, Konstapelgränd, Reveljgränd, Taptogränd, Stabsgränd, Divisionsgränd, Batterigränd och Trossgränd. Största gatorna är Krutvaktargränd och Konstapelgränd.
Intill köpcentret Reveljen finns det ett hotell som sedan området byggdes har genomgått några ägarbyten.
I hörnet vid Taptogränd och Stabsgränd står även låg- och mellanstadieskolan Körfältsskolan. När området var nyinvigt stod det klart att skolan var underdimensionerad för att kunna täcka behovat av alla nyinflyttade till Körfältet. Flera elever fick gå i den mer avlägsna Odenslundsskolan beläget 1,2 km från Reveljen och 1,7 km för de som bodde på Trossgränd. En debatt pågick då över det olämpliga att skolbarnen då var tvungen att korsa den starkt trafikerade Krondikesvägen. Ett trafikljus sattes upp över Krondikesvägen vid Parkskolan för att göra eleverens gångväg säkrare. I planeringen av Körfältet och Körfältsskolan ingick att man hade tänkt ut ett bilfritt innerområde på Körfältet så alla barnen skulle kunna gå till skolan utan att behöva korsa någon bilväg. Intill Körfältsskolan ligger Palmcrantzskolan som är ett gymnasium. Eleverna på Körfältsskolan och Palmcrantzskolan har gemensamt kök i Palmcrantzskolan men Körfältsskolan har en egen matsal. Högstadiet får de flesta eleverna gå i Parkskolan vilket är beläget 800 m från Reveljens köpcentrum och 1,3 km för de som bor längst ut på Trossgränd.
Busslinje 1, 9 och 14 går till Körfältet. Sedan 2000 har området utanför Körfältet, från Östersund sett, byggts ut med ett flertal större butiker i ett nytt köpcentrumområde i Lillänge. Detta har lett till att livsmedelsbutiken i Reveljens köpcentrum har lagt ner.